# Kabalai jezik
Kabalai jezik (ISO 639-3: kvf; gablai, kaba-lai, kabalay, kabalaye, keb-kaye, lai, lay), afrazijski jezik istočnočadske skupine kojim govori 17 900 ljudi (1993 popis) u čadskoj prefekturi Tandjile, od Laia do istočne obale rijeke Logone.
Kabalai je pogrešno nazivan i sara; jedan od tri jezika podskupine gabri. mogao bi biti razumljiv jeziku nancere [nnc].

## Vanjske poveznice
- Ethnologue (14th)
- Ethnologue (15th)